# 杉藤美代子
杉藤 美代子（すぎとう みよこ、1919年3月20日 - 2012年2月1日）は、音声言語学者。
東京出身。1941年東京女子高等師範学校（現お茶の水女子大学）文科卒業。1950年樟蔭中学校教諭、1957-1959年京都大学文学部研修生として泉井久之助の指導を受ける。1967年樟蔭高等学校教諭、1971年大阪樟蔭女子大学教授。1985年「日本語アクセントの研究」で東京大学文学博士。1990年名誉教授。1992-1995年日本音声学会会長。1993年音声言語研究所を設立。

## 著書
- 『日本語アクセントの研究』三省堂 1990
- 『日本語音声の研究 1 (日本人の声)』和泉書院 1994
- 『声にだして読もう! 朗読を科学する』明治書院 1996
- 『日本語音声の研究 2 (日本人の英語)』和泉書院 1996
- 『日本語音声の研究 3 (日本語の音)』和泉書院 1996
- 『日本語音声の研究 4 (音声波形は語る)』和泉書院 1997
- 『日本語音声の研究 5「花」と「鼻」』和泉書院 1998
- 『日本語音声の研究 6 柴田さんと今田さん』和泉書院 1998
- 『日本語音声の研究 7 (教育への提言)』和泉書院 1999
- 『日本語のアクセント、英語のアクセント どこがどう違うのか』ひつじ書房 2012

### 共著編
- 『講座日本語と日本語教育 第2-3巻 日本語の音声・音韻』編 明治書院 1989-90
- 『音読・朗読入門 日本語をもっと味わうための基礎知識』森山卓郎共著 岩波書店 2007
- 『音声文法』編 くろしお出版 2011

翻訳
- 千葉勉, 梶山正登『母音 その性質と構造』本多清志共訳 岩波書店 2003

## 論文
- 杉藤美代子「ささやき声におけるアクセントの知覚的音響的生理的特徴」『信学技報』1991年、SP91-1、NAID 10004227292。
- 杉藤美代子「日本語音声の音声学的特徴」『BME : bio medical engineering』第11巻第4号、1997年4月、2-8頁、ISSN 09137556、NAID 10008374886。
- 杉藤美代子「効果的な談話とあいづちの特徴及びそのタイミング」『日本語学』第12巻第4号、1993年、11-20頁、NAID 10009354723。
- 杉藤美代子「日本語の音声と音韻」『言葉と音声』、文化庁、1973年、45-70頁、NAID 10009973961。
- 杉藤美代子「アクセント型の聞こえのゆれと発音のゆれ--合成言語によるアクセント研究」『大阪樟蔭女子大学論集』第11号、大阪樟蔭女子大学、1973年11月、101-122頁、ISSN 02862921、NAID 110000123212。
- 杉藤美代子「音声の実験的研究100年の軌跡 : プロソディ研究を中心に(<小特集>音声学・音韻論の過去・現在・未来)」『日本音響学会誌』第61巻第9号、日本音響学会、2005年、537-543頁、doi:10.20697/jasj.61.9_537、ISSN 0369-4232、NAID 110003143625。
- 杉藤美代子「「出会い」が人生を変える(音叉)」『日本音響学会誌』第64巻第4号、日本音響学会、2008年、181-182頁、doi:10.20697/jasj.64.4_181、ISSN 0369-4232、NAID 110006655753。
- 杉藤美代子「ことばのスピード感とは何か (特集 日本語のスピード--一体どこまで速くなるのか)」『言語』第28巻第9号、大修館書店、1999年9月、30-34頁、ISSN 02871696、NAID 40001055921。
- 杉藤美代子「ささやき声におけるアクセントの知覚的音響的生理的特徴」『信学技報』第91巻、1991年、1-8頁、NAID 80005915188。
- 杉藤美代子「大阪における鼻濁音について」『音声学会会報』第107号、日本音声学会、1961年8月、22-23,21、ISSN 0911-0402、NAID 40000347912。
- 杉藤美代子「日本語アクセントの音程とその聴覚的弁別」『言語研究』第1968巻第52号、日本言語学会、1968年、111-113頁、doi:10.11435/gengo1939.1968.111、ISSN 0024-3914、NAID 130003565096。
- 杉藤美代子「動態測定による日本語アクセントの解明」『言語研究』第1969巻第55号、日本言語学会、1969年、14-39頁、doi:10.11435/gengo1939.1969.55_14、ISSN 0024-3914、NAID 130003565123。
- 杉藤美代子「アクセントの音程ときこえ」『言語研究』第1971巻第58号、日本言語学会、1971年、79-81頁、doi:10.11435/gengo1939.1971.79、ISSN 0024-3914、NAID 130003424543。

## 注
1. ↑  杉藤美代子,「日本語アクセントの研究」 東京大学 博士論文, 乙第7277号, 1985年, NAID 500000026983
2. ↑  『現代日本人名録』2002年
3. ↑  中路信子, 「杉藤美代子先生を偲んで(故 杉藤美代子先生追悼文)」『音声研究』 2012年 16巻 1号 p.1-3, 日本音声学会, doi:10.24467/onseikenkyu.16.1_1。